# شرمن (وایومینگ)
شرمن (به انگلیسی: Sherman) یک شهر در ایالات متحده آمریکا است که در شهرستان آلبانی، وایومینگ واقع شده‌است. شرمن ۲٬۴۴۹٫۱ متر بالاتر از سطح دریا واقع شده‌است.